# Godfrey Egbon
Godfrey Egbon (* 1991 in Wien) ist ein österreichisches Model und Musiker nigerianischer Abstammung.

## Werdegang
Egbon erlangte im Jahr 2009 erste Aufmerksamkeit durch die Zusammenarbeit mit dem britischen Fotografen Anthony Gayton. Das Ergebnis des Fotoshootings wurde anschließend für mehrere Monate bei der Ausstellung „Das Portrait“ in der Kunsthalle des MuseumsQuartiers in Wien ausgestellt.
Weitere mediale Aufmerksamkeit erzeugte er durch eine Zusammenarbeit mit dem Schauspieler und Fotografen Erich Schleyer, mit dem er und seine zwei Brüder Ketson und Harrison im Jahr 2010 die Ausstellung „Wien wird Schwarz“ eröffnete. Der österreichweite Durchbruch gelang ihm mit einer landesweiten Werbekampagne im Jahr 2012 für Licht für die Welt – Christoffel Entwicklungszusammenarbeit, welche er als Kinderpate unterstützt.
Kurz nach Veröffentlichung der Kampagne spielte er in einem sehr bekannt gewordenen Werbespot von Media-Saturn-Holding als Protagonist mit.
Im März 2013 gastierte er als männliches Model beim Finale von Austria’s Next Topmodel.
Egbon arbeitete bereits mit Fotografen wie Andreas H. Bitesnich und Manfred Baumann zusammen. Des Weiteren modelte er unter anderem für den Life Ball, Roberto Cavalli Fashionshow, Bucherer AG, ATV, Palmers und als Testimonial für Merkur. Tanzaufträge hatte er beispielsweise für Schwarzkopf.
Ende des Jahres 2013 wurde das deutsche DJ-Duo Bodybangers auf Egbon aufmerksam. Gemeinsam nahmen sie mit ihm und der kasachischen Sängerin Victoria Kern ein Cover zum Lied No Limit von 2 Unlimited auf, bei dem er den Rap-Part übernahm. Der Track wurde am 8. Februar 2014 veröffentlicht.
Im Dezember 2024 war Egbon im Fernsehfilm Engel mit beschränkter Haftung in der Nebenrolle des Pfarrers zu sehen.
Internationale Bekanntheit erlangte Egbon durch seine Teilnahme an der im Februar 2025 veröffentlichten Netflix-Reality-Serie Too Hot To Handle Germany, wo er das Finale erreichte. In der siebten Folge der Show sorgte sein ungewöhnliches „Date“ mit Lana, der virtuellen KI-Moderatorin, für Aufsehen und war bei dem Format weltweit das einzige seiner Art.
Im Netflix-Actionthriller Exterritorial von Christian Zübert, welcher im Mai 2025 veröffentlicht wurde, spielte er die Nebenrolle des gefallenen amerikanischen Soldaten Evan, dem Ex-Geliebten der ehemaligen Special-Forces-Soldatin Sara Wulf.

## Diskografie

### Singles
- 2014: No Limit (mit Bodybangers & Victoria Kern)
- 2014: Use Your Power (mit Clubraiders)
- 2021: I Told You (Can't Touch This) (mit Andrew Spencer)
- 2022: Feelings (mit Don Bnnr)
- 2025: Lost in Love (mit Van Snyder & Mr. Sid)

## Filmografie
- 2024: Engel mit beschränkter Haftung (Fernsehfilm)
- 2025: Exterritorial